# P-матриця
P-матриця — комплексна квадратна матриця, у якої всі головні мінори більше нуля.
Пов'язаним поняттями є {\displaystyle P_{0}}-матриця, множина яких є замиканням множини P-матриць, де кожен головний мінор {\displaystyle \geq } 0.

## Спектр P-матриць
За теоремою Келлога, власні значення {\displaystyle P}-матриць та {\displaystyle P_{0}}-матриць знаходяться в певних межах відносно від'ємної дійсної осі:
Якщо {\displaystyle \{u_{1},...,u_{n}\}} власні значення n-вимірної P-матриці, де {\displaystyle n>1}, то
{\displaystyle |\arg(u_{i})|<\pi -{\frac {\pi }{n}},\ i=1,...,n}
Якщо {\displaystyle \{u_{1},...,u_{n}\}}, {\displaystyle u_{i}\neq 0}, {\displaystyle i=1,...,n} власні значення n-вимірної {\displaystyle P_{0}}-матриці, то
{\displaystyle |\arg(u_{i})|\leq \pi -{\frac {\pi }{n}},\ i=1,...,n}

## Властивості
- Невироджені M-матриці є підмножиною P-матриць. Точніше, якщо матриця є одночасно P-матрицею та Z-матрицею, то вона є M-матрицею.